# 阿納斯塔西夫卡 (沃倫斯基新城區)
50°46′31″N 27°21′27″E / 50.77528°N 27.35750°E
阿納斯塔西夫卡（烏克蘭語：Анастасівка），是烏克蘭北部的村莊，隸屬日托米爾州的茲維亞赫爾區。該村始建於1898年，面積0.39平方公里，海拔高度181米，2001年人口62。